# Georgeta Snegur
Georgeta Snegur (n. 23 aprilie 1937, București, România – d. 23 decembrie 2019, Chișinău, Republica Moldova) a fost prima Doamnă a Republicii Moldova între anii 1990 și 1997, în calitate de soție a președintelui Mircea Snegur. A fost și mama politicianei Natalia Gherman.

## Biografie
A absolvit Colegiul de Medicină din Chișinău în 1957. A activat într-o serie de instituții medicale (1957-1978), apoi narcolog în Bălți (1978-1981), Edineț (1981-1985) și Chișinău (1985-1995).